# Пой, ковбой, пой
«Пой, ковбой, пой» (англ. Sing, Cowboy, sing) — комедийный вестерн студии ДЕФА 1981 года режиссёра Дина Рида. Это был шестой и последний фильм DEFA, в котором снялся Дин Рид.

## Сюжет
Два ковбоя  Джо и Бени зарабатывают свои деньги в шоу на родео, Джо ловит Бени, замаскированного под индейца, с помощью лассо. Они также выступают в роли жонглёров и певцов и переезжают из города в город, чтобы свести концы с концами и предаются своим мечтам . В то время как Джо дарит женщине перышко после родео-шоу, её дочь Сюзанна из Линсвиля настолько впечатлена, что тайно прячется в крытой повозке Джо и Бени, и они оба обнаруживают её только после того, как повозка уже давно покинула город. Они телеграфируют из ближайшего к Линсвилю города  Хидден-джанкшн, что они нашли Сюзанн и привезут ее к ее матери. Согласно завещанию деда, Мария должна выйти замуж за зловещего Дэйва Арнольда, который, в свою очередь, просто гонится за приданным - ее землёй. Он разыскивает Джо и Бени, обвиняя их в похищении Сюзанны. По его задумке, в перестрелке с “похитителями", в свою очередь, должна быть убита Сюзанна, которая критически относится к Арнольду. На самом деле Сюзанна пробралась в повозку Джо только потому, что видит в нем идеального отца.
Когда шериф Хидден-джанкшна узнает, что Джо и Бени разыскиваются, обоим придется бежать из города. Они также покидают Роуз-сити после того, как они попали в тюрьму после драки и смогли сбежать с помощью Сюзанны. Им также поможет привлекательная блондинка Сильвия, которая влюбляется в Бени. В своем бегстве Джо, Бени и Сюзанна наконец добираются до Либенталя, основанного немцами и возглавляемого ловким Питониным. Деревня уже довольно давно сопротивляется рэкету Дэйва Арнольда. В свою очередь, он узнает, что Джо и Бени хотят объединить свои силы с Питонином и приезжает в Либенталь с несколькими головорезами, в том числе шерифами Линсвила, Роуз-сити и Хидден-джанкшн. Происходят разборки, в которых Джо, Бени, Сюзанна и Сильвия побеждают противников. Мать Сюзанны Мария, узнав о набеге на Либенталь и приехав в город, заключает дочь в свои объятия. Даже Мария теперь видит, что доброе сердце важнее толстого кошелька. Джо тоже входит в семью, а Бени объединяется с Сильвией.

## Производство
Фильм был снят в 1980 году, а его премьера состоялась 12 Июня 1981 года в Гере, в сцене под открытым небом тогдашней площади Пионеров Тельмана. 2 августе 1989 года фильм также был показан в ФРГ.
Дин Рид поёт песни Thunder and Lightning и Susan из фильма, а Вацлав Нецкарж поёт заглавную — «Cowboy».
Патон Прайс, у которого Дин Рид брал уроки актёрского мастерства в начале своей карьеры, играет второстепенную роль владельца отеля.

## Синхронная озвучка
| Роль                             | Актер            | Озвучивает         |
| -------------------------------- | ---------------- | ------------------ |
| Джо                              | Дин Рид          | Хольгер Малих      |
| Бени                             | Вацлав Неккар(ж) | Уве Карпа          |
| Мария                            | Виолетта Андрей  | Сигрид Гёлер       |
| Дэйв Арнольд                     | Юрие Дарие       | Альфред Штруве     |
| Шериф Хидденджанкшн              | Елена Ружичкова  | Ева Шефер          |
| Заместитель шерифа Хидденджанкшн | Йиржи Ружичка    | Карл Хайнц Чойнски |
| шериф Линсвиля                   | Влад Радеску     | Хорст Манц         |
| помощник шерифа Линсвиля         | Ион Дорутио      | Вилли Нойенхан     |
| Нед                              | Кристиан Софрон  | Детлеф Гис         |
| владелец отеля                   | Патон Прайс      | Детлеф Витте       |
| Мать Неда                        | Елена Середа     | Гертрауд Крайссиг  |

## Критика
Ренате Холланд-Мориц в 1981 году критиковала, что Дин Рид как режиссёр «к сожалению, не может отличить умные шутки от абсурдной банальности так же, как между реальными чувствами и дешевыми сантиментами. Следующие друг за другом приколы здесь редко пересекают линию пояса. То, что имеется в виду смешное, кажется смешным.» 
Для Lexikon des internationalen Films фильм был «неудачной попыткой вестерна - пародии для детей, которая предлагает только фарс развлечение на самом низком уровне с грубыми диалогами.»
Cinema назвал фильм «дрянью с социалистическим оттенком» и «абсолютно дилетантским фарсом».